# Przepiór wirginijski
Przepiór wirginijski (Colinus virginianus) – gatunek średniej wielkości ptaka z rodziny przepiórowatych (Odontophoridae), zamieszkujący Amerykę Północną. 

## Systematyka
Międzynarodowy Komitet Ornitologiczny (IOC) wyróżnia dwadzieścia podgatunków C. virginianus:
- C. virginianus virginianus (Linnaeus, 1758) – przepiór wirginijski[5] – od południowo-środkowej Kanady po Florydę. Obejmuje proponowane podgatunki marilandicus i mexicanus.
- C. virginianus floridanus (Coues, 1872) – Floryda, Bahamy.
- †C. virginianus insulanus Howe, 1904 – takson wymarły, występował na Key West w stanie Floryda.
- C. virginianus cubanensis (G. R. Gray, 1846) – Kuba.
- C. virginianus taylori Lincoln, 1915 – środkowe USA.
- C. virginianus ridgwayi Brewster, 1885 – Sonora.
- C. virginianus texanus (Lawrence, 1853) – południowo-zachodni Teksas do Coahuili, Nuevo León i Tamaulipas.
- C. virginianus maculatus Nelson, 1899 – wschodnio-środkowy i środkowy Meksyk.
- C. virginianus aridus Aldrich, 1942 – północno-wschodni Meksyk.
- C. virginianus graysoni (Lawrence, 1867) – przepiór rdzawy[5] – zachodnio-środkowy Meksyk.
- C. virginianus nigripectus Nelson, 1897 – wschodni Meksyk.
- C. virginianus pectoralis (Gould, 1843) – przepiór czarnopierśny[5] – środkowe Veracruz.
- C. virginianus godmani Nelson, 1897 – wschodnie Veracruz.
- C. virginianus minor Nelson, 1901 – Tabasco, północno-wschodnie Chiapas.
- C. virginianus insignis Nelson, 1897 – południowo-wschodnie Chiapas, północno-zachodnia Gwatemala. Obejmuje proponowany podgatunek nelsoni.
- C. virginianus salvini Nelson, 1897 – południowe Chiapas.
- C. virginianus coyoleos (Statius Müller, 1776) – przepiór czarnogłowy[5] – wschodnia Oaxaca, północne Chiapas.
- C. virginianus thayeri Bangs & J. L. Peters, 1928 – północno-wschodnia Oaxaca.
- C. virginianus harrisoni Orr & J. D. Webster, 1968 – południowo-zachodnia Oaxaca.
- C. virginianus atriceps (Ogilvie-Grant, 1893) – zachodnia Oaxaca.

## Morfologia i ekologia
Długość ciała 25 cm. Wierzch ciała brązowy, z kasztanowatymi smugami; spód biały, z czarnymi plamkami. U samca czarne ciemię, brwi szeroki i długie, ciągną się na kark; poniżej czarne paski oczne, które kontrastują z brwiami; gardło białe. U samicy czerń została zastąpiona brązem, a spód biały na kolor płowy. W chłodne dni widywany w stadach liczących ok. 8–25 ptaków. Spłoszony chowa się w gęstym poszyciu, podczas zimy nocuje grupowo w zaspach; w razie nagłego zagrożenia wzbija się w powietrze.

## Zasięg, środowisko
Rzadkie lasy i pola Ameryki Północnej. Introdukowany w południowej Europie, gdzie gniazduje m.in. w centralnej Francji (rzadki) i północnych Włoszech.